# Giraudia fulva
Giraudia fulva là một loài tò vò trong họ Ichneumonidae.